# Otvorene biomedicinske ontologije
Otvorene biomedicinske ontologije (eng. Open Biomedical Ontologies, OBO) su američki projekt koji je stvoren radi stvaranja kontroliranih vokabulara radi dijeljene upotrebe po raznim biološkim i medicinskim domenama. Do 2006. OBO tvori dio resursa Nacionalnog centra za biomedicinsku ontologiju SAD (National Center for Biomedical Ontology, NCBO), gdje je središnji element NCBO-vog BioPortala.
Knjižnica OBO Ontology čini osnovu OBO Foundryja, kooperacijskog pokusa.

## Srodni projekti
- Ontology Lookup Service
- Gene Ontology Consortium
- Gene Ontology Consortium
- Generic Model Organism Databases
- SOFG
- FGED Society
- OBI
- Plant ontology
- Phenoscape